# Itshak Ginsburgh
Pour les articles homonymes, voir Ginsburgh (homonymie).
 (juillet 2017).
Si vous disposez d'ouvrages ou d'articles de référence ou si vous connaissez des sites web de qualité traitant du thème abordé ici, merci de compléter l'article en donnant les références utiles à sa vérifiabilité et en les liant à la section « Notes et références ».
Itshak Ginsburgh (ou Rav Itshak Ginsburgh), né le 14 novembre 1944 à Saint-Louis, est un rabbin israélien d'origine américaine affilié au mouvement hassidique 'Habad (Loubavitch).
À ce titre, il est considéré comme une référence certaine dans le domaine de la spiritualité juive et de la Kabbale où il fait autorité.
Il est le dirigeant officiel de l'organisation Derech Haïm (en hébreu, "la voie de la vie"), et il est le fondateur de l'Institut Gal Einaï qui publie nombre de ses œuvres.
Nombre d'élèves lui sont affiliés et il exerce une influence certaine auprès de milieux variés du judaïsme orthodoxe. De par la profonde spiritualité de son approche, son influence se trouve grandissante auprès des personnes ayant effectué ou effectuant un « Retour » (teshouva) à la pratique et aux racines juives.
Itshak Ginsburgh est actuellement le président d'un vaste nombre d'institutions tournées essentiellement vers le domaine de l'éducation, et incluant, parmi d'autres, la yechiva (centre d'études juives) "Od Yossef Haï" située dans l'implantation de Ytzhar en Judée-Samarie.
On lui attribue en outre la publication de près d'une centaine d'ouvrages, publiés dans plusieurs langues, surtout en hébreu et en anglais.
Il fait également œuvre de musicien, certaines de ses compositions ayant été reprises par des figures de la musique israélienne.

## Biographie

### Jeunesse
Ginsburgh est né en 1944 aux États-Unis, à Saint-Louis, dans l’État du Missouri,. Il est l'enfant unique de Shimshon Ya'akov et Bryna Malka (née Dunie) Ginsburgh, tous deux descendants de familles de hassidim Chabad. Ginsburgh a ainsi grandi dans une atmosphère familiale très attachée à ses racines juives et à l'amour de la Terre d'Israël.
Son père immigra en Israël dans sa jeunesse où il participa à la fondation de la ville de Ra'anana, avant de retourner aux États-Unis afin d'y achever ses études supérieures.
L’éclatement de la Seconde Guerre mondiale le vit contraint de rester sur le continent américain où il épousa Bryna Malka puis entama une carrière dans l’éducation où il servit comme principal dans plusieurs établissements scolaires de confession juive.
La jeune famille Ginsburgh s'installe dans la ville de Cleveland (Ohio) où Itshak Ginsburgh grandit jusqu'à l'âge de 14 ans, au moment où ses parents se rendent pour une durée d'un an en Israël afin de compléter le doctorat de Ginsburgh père sur l'enseignement de la langue hébraïque.
Durant son année passée en Israël, le jeune Ginsburgh étudie au lycée hébraïque de Rehavia à Jérusalem, où il apprend l'hébreu et découvre l'étude de la Torah en lisant les Maximes des Pères (Pirkei Avot) qui lui font forte impression.
Avant le retour de la famille aux États-Unis, le jeune Ginsburgh rencontre le rabbi de Nadvorna, de la Hassidout du même nom, et auteur des responsa Mevasser Tov. Il entame dès lors, à l'âge de 15 ans, un processus de retour à la pratique juive et à sa spiritualité (teshouva).
De retour aux États-Unis, il intègre l'Université de Chicago où il obtient une licence en philosophie et mathématiques. Il complète ensuite une maîtrise en mathématiques au Belfer Graduate School of Science de la Yechiva University.
À l'âge de 20 ans, il décide d'abandonner ses études de doctorat afin de se consacrer entièrement à l'étude des textes sacrés,.

### Israël
En 1965, Ginsburgh retourne en Israël pour étudier à la yechiva de Kamenitz à Jerusalem. Il passe les deux années suivantes à la schoul de Slonim à Tiberiade. Après la guerre des Six Jours, Ginsburgh se rend à Jérusalem et devient l'un des premiers résidents de la vieille ville. Il contribue ainsi, avec son futur beau-père, le rabbin Moshe Tsvi Segal, a rénover les ruines de la vieille ville, couchant le soir à la vieille synagogue Tsemach Tsedek.
À l'été 1967, il part étudier la dimension profonde de la hassidout H'abad à la yeshiva Torat Emet de Jérusalem. La même année, il rend visite au Rabbi de Loubavitch (dirigeant de la Hassidout Chabad), le rabbi Menah'em Mendel Schneerson, à Brooklyn, New-York, dans le quartier de Crown Heights où il réside plusieurs mois.
Durant son séjour, il est reçu en audience privée auprès du Rabbi de Loubavitch qui devient son guide et son influence majeure.
À son retour en Israël, il épouse la fille du rabbin Moshe Tsvi Segal, Romemia. Le couple s'installe à Jérusalem, Ginsburgh étudiant auprès du rabbi Asher Freund, contribuant à la fondation de l'organisme d'aide aux nécessiteux du rabbi Freund, Yad Ezra. Il prend également part à la fondation de la yechiva présidée par le rabbi Freund, Or Yerushalaim, où il enseigne le Talmud, la Halakha et la hassidout. C'est durant cette période qu'un premier cercle d'élèves se développe autour de lui.
En 1971, suivant l'instruction de son maître et guide, le Rabbi de Loubavitch, il s'installe avec sa jeune famille en la ville de kfar H'abad. En 1973, au début de la guerre de Kippour, Ginsburgh se rend au front, muni d'un loulav et d'un étrog, afin de transmettre la bénédiction du Rabbi de Loubavitch à l'officier Ariel Sharon qui deviendra plus tard le 11e Premier Ministre de l'État d'Israël.
Ginsburgh fonde après la guerre de Kippour un Bet H'abad dans la colonie de peuplement Yamit, située dans le Sinaï. Il y résidera les dernières semaines avant sa destruction, ordonnée par le gouvernement israélien de l'époque, en 1982.
Cette même année, il retourne à kfar H'abad où le philanthrope rabbi Yossef Eliyahu Deutch lui demande de diriger la yechiva Shouva Israël. Ginsburgh y enseigne de nombreux cours ayant trait à une large variété de sujets touchant à la dimension ésotérique de la Torah. Nombre des enseignements de cette période ont été mis par écrit et forment une part importante des milliers d'articles traitants de son œuvre.
À partir de 1987, Ginsburgh dirige aussi la yechiva Od Yossef HaÏ située à l'époque à l'emplacement de la tombe de Joseph à Naplouse. Après le retrait de l'armée israélienne de la ville durant la seconde Intifada (2001), la yechiva déménagera dans l'implantation de Ytshar en Judée-Samarie.
Toujours à cette époque, il dirige le Kollel établi dans l'ancienne synagogue « Shalom Al Israël » à Jéricho, ainsi que le Kollel établi dans la synagogue Menouha Rachel à Hebron.
Il est actuellement le président de nombre d'Instituts éducatifs conduits par ses élèves, incluant entre autres l'école primaire pour garçons Torat Chaïm à Jérusalem, l'école pour filles Ya'alat Chen, le lycée pour filles de Ma'ale Levona ainsi que la yechiva Tom Vada'at de Jérusalem. Enfin, il est le président d'honneur de l'académie de psychologie hassidique Torat Hanefech, fondée et conduite par ses proches élèves.
Ginsburgh et son épouse vivent actuellement dans la ville de kfar H'abad. Il compte parmi ses enfants le rabbin Yossi Ginsburgh, dirigeant de la yechiva Tomchei Temimim à Ramat Aviv.

## Enseignement

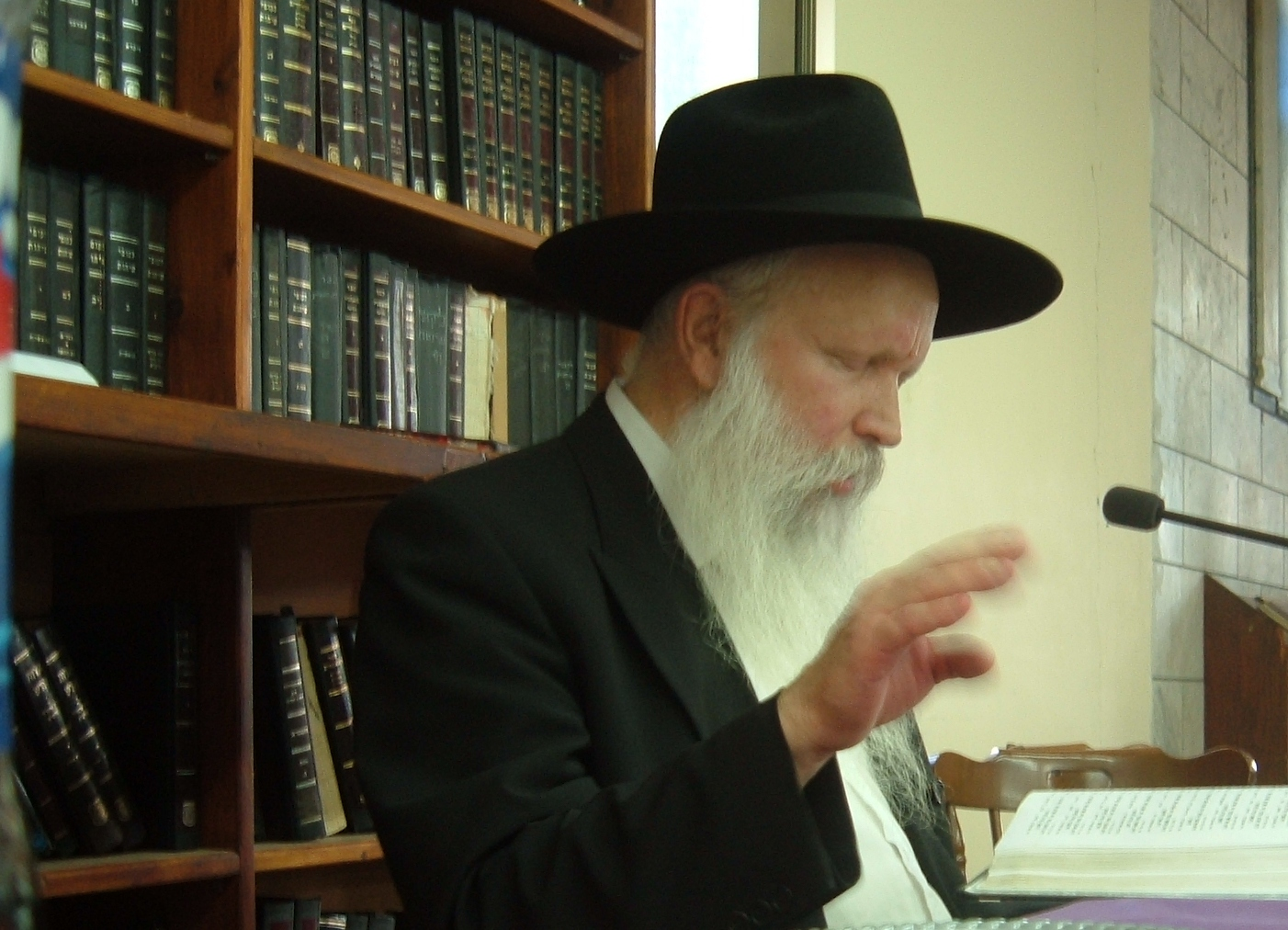
Ginsburgh en 2005

La méthode d'enseignement de Ginsburgh repose sur la littérature hassidique et sa dimension ésotérique. Ses cours sont délivrés hormis en Israël, dans nombre de pays comme les États-Unis, le Canada, la France et le Royaume-Uni.
Ses publications originales reposant sur la Kabbale et la Hassidout traversent un large panel de sujets, allant de commentaires sur le Houmach à la relation entre Torah et science en passant par la loi juive (Halakha), la psychologie, la psychothérapie les relations conjugales et l'éducation.
Un livre pour enfants a aussi été publié, intitule Anochi Vehayeladim (Moi et les enfants).
Ses livres sont publiés par l'Institut Gal-Einaï, à but non lucratif, fondé par Ginsburgh en 1991 - le nom Gal-Einaï étant tiré des Psaumes (119:18), et signifiant « Ouvre mes yeux ».
Une centaine de ses œuvres environ ont été publiées en hébreu et près d'une vingtaine en anglais. Certaines d'entre-elles ont aussi été traduites en français, russe, espagnol et portugais.
Depuis décembre 2012, Ginsburgh est l'un des principaux conférenciers du gala événementiel commémorant chaque année le Youd Tet Kislev. L'événement comprend nombre de ses compositions musicales et recense chaque année plusieurs milliers de participants.

## Psychologie et Méditation
L'approche de Ginsburgh contenue dans ses traités de psychologie repose sur la base des trois étapes figurant dans l'enseignement hassidique : soumission, séparation, « adoucissement »,.
Ginsburgh, dans ses écrits, définit deux types de méditation : « méditation globale » et « méditation détaillée ».
Le propos de la méditation globale, d'après Ginsburgh, est de susciter l'amour et la crainte naturels de Dieu. Afin de développer cet amour naturel, Ginsburgh recommande de méditer sur Dieu en tant que source de vitalité de l'Individu et de l'Univers, maintenus et créés ex nihilo à chaque instant.
Parallèlement, il préconise la méditation détaillée sur l'omniprésence de Dieu afin de susciter la crainte de Dieu dans le cœur de l'individu.
Selon Ginsburgh, trois types d'apports à la méditation générale peuvent être distingués : la musique, les mouvements corporels et les exercices respiratoires.

## Art et musique

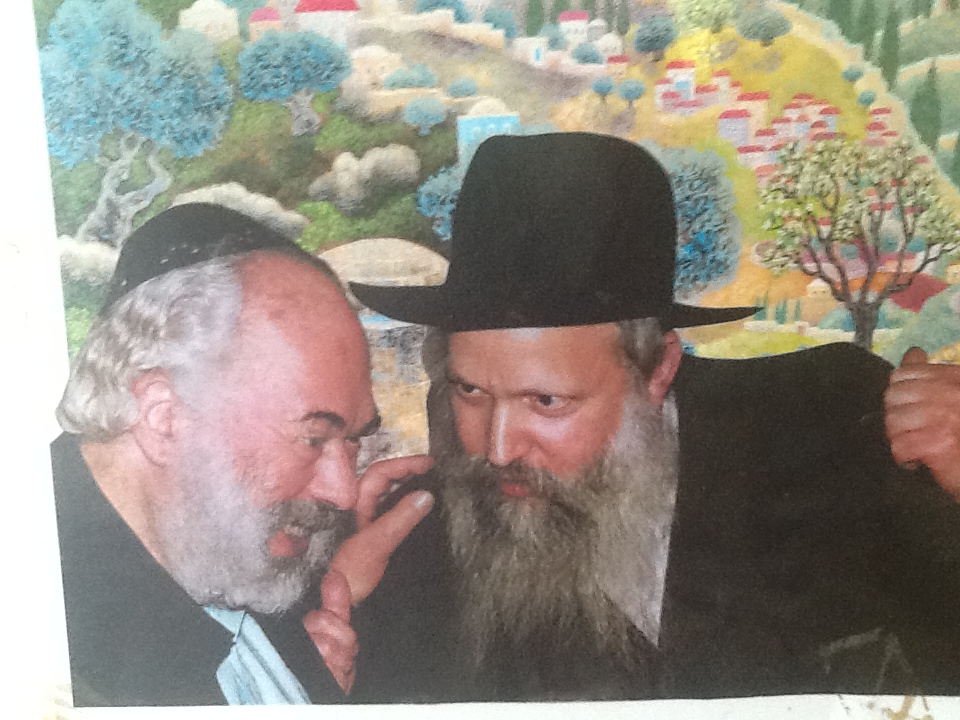
Rabbi Shlomo Carlebach (à gauche), également musicien, avec rabbi Yitzchak Ginsburgh, av. 1995

On recense près d'une centaine de chansons et mélodies hassidiques composées par Ginsburgh,, un certain nombre d'entre elles appartenant au genre de la World music.
À ce jour, une douzaine d'albums contenant ses œuvres ont été produits. Le virtuose et violoniste russe (en) Sanya Kroytor a joué l'une de ses compositions et l'a accompagné sur la mélodie hassidique Tzoma Lech'a Nafchi.
Ses compositions sont jouées et exécutées par nombre de musiciens et chanteurs israéliens parmi lesquels Shuli Rand, Erez Lev Ari, Yossef Karduner, Ishai Ribo, Aron Razel, Daniel Zamir, Shlomo Katz et Ariel Zilber.
Dans un autre domaine, Ginsburgh a aussi été le codesigner d'un nombre de pièces de joaillerie basées sur des idées kabbalistiques exprimant l'amour, la grâce et la paix.

## Elèves
Ginsburgh a accumulé au fil des ans un nombre important d'élèves de par le monde. En Israël, certains parmi eux ont fondé des communautés dans des villes comme Jérusalem, Ytshar, Kfar Chabad et Rehovot. Ses étudiants traversent tous les courants du judaïsme tels que les Haredim, sionistes-religieux, hassidim Habad-Loubavitch ou Ba'alei Techouva.
Parmi ses élèves notables figurent:
- Rav Shalom Arush, dirigeant de la yeshiva et institut Hout chel Hessed[18].
- David Refael Ben Ami, chanteur israélien[19].
- Dr. Shlomo Kalish, investisseur dans les hautes technologies[20].
- Yonadav Kaplun, auteur et poète israélien.
- Daniel Shalit, compositeur et docteur en musicologie.
- Rav Itshak Shapira, conseiller, cofondateur de l'association Derech Haïm et dirigeant de la yechiva de Ytshar[21].
- Rav Yehoshoua Shapira, dirigeant de la yechiva de Ramat Gan, ancien enseignant de la yeshiva Od Yossef Haï.
- Rav Shmouel Yaniv, rabbin de la ville de Guivat Shmouel (Israël), et auteur[22].
- Eliezer (Eduardo) Zeiger, professeur émérite à l'Université de Californie (Los Angeles) et directeur exécutif de la Fondation Torah et Science. Coauteur avec le rav Ginsburgh d'ouvrages académiques traitants de biologie et nutrition et neurologie[23].
- Ariel Zilber, auteur-compositeur-interprète israélien[3].

## Positionnement religieux et politique
Ginsburgh préconise le rétablissement de la monarchie juive en Terre d'Israël. Il déploie des efforts pour maintenir les colonies juives en Cisjordanie et encourage ses partisans à tenter de dissuader soldats et policiers israéliens de procéder à des évacuations. 
Il préconise le « travail juif » - l'idée selon laquelle dans l'état actuel des choses sur la terre d'Israël, les Juifs devraient employer d'autres Juifs. Conformément à l'idée de Maïmonide et à celles de nombreuses autorités rabbiniques, il estime qu'en prenant le risque de sécurité courante en considération, les Gentils ne devraient pas être autorisés à vivre sur la terre d'Israël, à moins de devenir justes parmi les nations. 
Ginsburgh encourage également la reconstruction du Temple juif, croyant que cela faciliterait l'élévation spirituelle et hâterait la rédemption. À la suite d'un avis du Rabbi de Loubavitch, il ne préconise pas la visite du Mont du Temple, le site du Dôme du Rocher où se trouve la mosquée Al-Aqsa. 
Ginsburgh ne favorise pas la violence. Ses élèves cherchent à réaliser la vision messianique non par une révolution violente mais par un changement de conscience qui aura lieu au sein des individus et finira par englober le collectif. 
Dans son livre sorti en 2007, la Kabbalah and Meditation for the Nations, Ginsburgh considère qu'il appartient à la première génération des temps modernes capable de comprendre la condition humaine vraiment universelle et de chercher à amener tous les peuples de la terre vers la paix et l'harmonie.

### Controverse
En 1989, à la suite de l'arrestation de sept de ses élèves après le meurtre d'une jeune fille arabe lors d'un saccage par des colons du village palestinien Kifl Hares en Cisjordanie, lequel venait en réponse à des jets de pierre sur les Juifs par les villageois arabes, Ginsburgh aurait avancé une justification biblique considérant que l'effusion de sang non-juif était une infraction moins grave que celle des Juifs. Il déclare que la menace de tuer des Juifs incite au respect du verset : « Celui qui vient de vous tuer, vous devez le tuer d'abord »,,. Le chef des rabbins ashkénazes, Avraham Shapira, a critiqué les vues de Ginsburgh. 
Après le massacre d'Hébron par Baruch Goldstein en 1994, condamné par une large majorité du public israélien, massivement par la classe politique et la Knesset,,,, Ginsburgh publie un livret intitulé Baruch Hagever (écrit, adapté et édité par un de ses élèves), au sujet de Goldstein, en semblant prendre nettement position pour sa défense, selon des principes halakhiques, qui ne pourraient souffrir un raisonnement logique déterminant si l'acte est digne ou condamnable,,,. Le livre est interdit mais continue de circuler sous le manteau. En sa qualité de ministre de la Défense, Shimon Peres le fait arrêter et le rabbin est placé en détention préventive en 1996 pendant deux mois. Après un recours, la Cour Suprême considère qu'il n'incitait pas au crime mais exprimait sa position sur l'acte sans que ses paroles aient été susceptibles d'inciter ses étudiants à nuire aux Arabes, et il est relâché,,.
En 2003, Ginsburgh est mis en examen pour encouragement au racisme contre les Arabes dans son livret Tsav Hasha'a - Tipul Shoresh (טִיפּוּל שׁוֹרֶשׁ, traitement par la racine). Les accusations sont abandonnées après qu'il publie une lettre de clarification,. 
En 2010, le journal israélien « Haaretz » désigne Ginsburgh comme « un radical bien connu sur son point de vue sur le public arabe en Israël ». Un ancien chef du Shin Bet , Carmi Gillon, déclare à « The Forward » en 2016 que, selon lui, « les mots [de] Ginsburgh comptent comme une incitation [au racisme] et il aurait dû en faire les frais, il y a longtemps »
En mai 2014, le Shin Bet déclare que les actes de vandalisme à l'égard des Arabes, des membres de la gauche israélienne et même de ceux des forces de sécurité israélienne qui s'y opposent, sont l'œuvre d'environ une centaine de jeunes gens provenant de l'implantation Yitzhar, inspirés par les idées de Ginsburgh. L'un d'entre eux, Tzvi Souccot, indique en revanche que c'est le rabbin Ginsburgh qui l'a convaincu d'arrêter ses activités violentes contre les Arabes et de trouver des moyens plus légitimes pour exprimer sa frustration. « Ginsburgh a dénoncé la violence très clairement. Il a dit que nous devrions agir... dans le cadre de la loi ». Ginsburgh et ses élèves ont répondu aux accusations portées contre lui en disant qu'il a été mal compris et que ses paroles ont été prises hors contexte,. 
L'aide de Ginsburgh, rabbi Itiel Giladi, a expliqué que les concepts de la Torah et de la Kabbale Hassidout sont loin des concepts que les médias ont adoptés, et que c'est la raison pour laquelle les médias ont tendance à lire les mots de Ginsburgh d'une manière superficielle qui est prise hors de son contexte véritable. 

## Ouvrages en langue anglaise (liste partielle)
- The Hebrew Letters: Channels of Creative Consciousness (1995,501 pp.)
- The Mystery of Marriage: How to Find Love and Happiness in Married Life (1999,499 pp.)
- Awakening the Spark Within: Five Dynamics of Leadership That Can Change the World (2001,200 pp.)
- Transforming Darkness Into Light: Kabbalah and Psychology (2002,192 pp.)
- Rectifying the State of Israel: A Political Platform Based on Kabbalah (2002,230 pp.)
- Living In Divine Space: Kabbalah and Meditation (2003,288 pp.)
- Body, Mind, Soul: Kabbalah on Human Physiology, Disease and Healing (2004,341 pp.)
- Consciousness & Choice: Finding Your Soulmate (2004,283 pp.)
- The Art of Education: Integrating Ever-New Horizons (2005,303 pp.)
- What You Need to Know About Kabbalah (2006,190 pp.)
- Kabbalah and Meditation for the Nations (2007,200 pp.)
- Anatomy of the Soul (2008,144 pp.)
- A Sense of the Supernatural: Interpretation of Dreams and Paranormal Experiences (2008,207pp.)
- Lectures on Torah and Modern Physics (2013,180pp.)
- The Wondering Jew: Mystical Musings & Inspirational Insights (2014,275pp.)
- 913: The Secret Wisdom of Genesis (2015,157pp.)
- Frames of Mind: Motivation According to Kabbalah (2015,255pp.)

## Ouvrages en hébreu (liste partielle)
- Adamah Shamayim Tehom, 5759 (1999,374 pp.)
- Ahava, 5771 (2010, hardcover, 264 pp.)
- Al Yisrael Ga’avato, 5759 (1999,392 pp.)
- Ani L’Dodi, 5758 (1998, hardcover,188 pp.)
- Anochi V’HaYeladim, 5759 (1999,126 pp.)
- B’Ita Achisheina, 5763 (2003,372 pp.)
- Brit Hanisuin, 5757 (1997,142 pp.)
- Chasdei David HaNe’emanim, 5764 (2004,500-600 pp. ea. 11 vols.)
- Chatan Im Kallah, 5765 (2005,354 pp.)
- Einayich Breichot B’Cheshbon, 5771 (2010,288pp.)
- Eisa Einai, 5758 (1998,412 pp.)
- El Olam Hakabala, 5768 (2008,280 pp.)
- Emunah v’Muda’ut, 5759 (1999,324 pp.)
- Guf Nefesh V’Neshama, 5767 (2007,306 pp.)
- HaNefesh, 5767 (2007,424 pp.)
- HaTeva HaYehudi, 5765 (2005,250 pp.)
- Hameimad Hapenimi, 5774 (2014,312 pp.)
- Hazman Hapenimi, 5775 (2015,375 pp.)
- Herkavta Enosh L’Rosheinu, 5744 (1984,78 pp.)
- K’Matmonim Techapsena, 5768 (2008,220 pp. ea. 2 vols.)
- Klal Gadol B’Torah, 5759 (1999,202 pp.)
- Kumi Ori, 5766 (2006,274 pp.)
- Lahafoch Et Hachoshech L’or, 5764 (2004,204 pp.)
- Lechiyot B’Merchav HaEloki, 5767 (2007,210 pp.)
- Lechiyot Im HaZman – Breishit, Shemot, 5770 (2010, ~300 pp. ea 2 vols.)
- Lev Ladaat, 5750 (1990,230 pp.)
- Maamarei HaRebbe MiLubavitch, 5769 (2009,174 pp.)
- Maayan Ganim – Parshat HaShavua, 5762 (2002, ~220 pp. ea. 4 vols.)
- Machol HaKramim, 5767 (2007,166 pp.)
- Malchut Yisrael, 5756 (2006,1244 pp. 3 vols.)
- Melech B’Yofyo, 5766 (2006,248 pp.)
- Mevo L’Kabbalat HaAriza”l, 5766 (2006,330 pp.)
- Mivchar Shiurei Hitbonnenut, 5768 (2008, ~ 250 pp. ea. 21 vols.)
- Mudaut Tivit, 5759 (1999,192 pp.)
- Nefesh Briah, 5764 (2004,140 pp.)
- Or Yisrael, 5766 (2006,768 pp.)
- Otiot Lashon HaKodesh, 5769 (2009,480 pp.)
- Otzar HaNefesh, 5770 (2010,254 pp. ea. 3 vols.)
- Panim El Panim, 5760 (2000,312 pp.)
- Rucho Shel Mashiach, 5764 (2004,440 pp.)
- Sha’arei Ahava V’Ratzon, 5756 (1996,278 pp.)
- Shechinah Beinehem, 5752 (1992,208 pp.)
- Shiurim B’Sefer Sod Hashem Lirei’av, 5771 (2010,420 pp.)
- Shlosha Ketarim, 5770 (2010,440 pp.)
- Sod Hashem Lirei’av, 5745 (1985,572 pp.)
- Teshuvat HaShana, 5757 (1997,316 pp.)
- Tikkun HaMedinah, 5765 (2005,196 pp.)
- Tom V’Daat, 5764 (2004,418 pp.)
- Tzav HaSha’ah – Tipul Shoresh, 5761 (2001,162 pp.)
- U’Mimena Yivashea, 5766 (2006,146 pp.)
- Yayin Mesameach, 5764 (2004,160 pp. ea. 5 vols.)
- Yayin Yitzchak, 5770 (2010,476 pp.)

## Discographie
- Chassidic Nigunim (Mélodies) 1-12, Arrangements et Piano : R. Ferency.
- Escorting the Shabbat Queen, chanté par le rav Itshak Ginsburgh.
- Medidative Melodies for Chanukah, compilé et chanté par le rav Itshak Ginsburgh, violon : Mordechai Brodsky.
- Music's Hidden Soul, mélodies hassidiques, par le rav Itshak Ginsburgh, mixé par Doron Toister.
- My Entire Being, mélodies hassidiques chantés par rav Shneur Zalman Levine.
- Niggunei Chen, 11 mélodies mystiques de Foi, par le rav Itshak Ginsburgh, violon : Mordechai Brodsky.
- Perek Shirah, the Song of Creation, composé et chanté (accompagné par une chorale d'enfants) par le rav Itshak Ginsburgh.
- Praise His Name with Dance, composé par le rav Itshak Ginsburgh.
- Purim All Year Round, composé par le rav Itshak Ginsburgh.h.
- Quill of the Soul I-II, mélodies hassidiques, par le rav Itshak Ginsburgh, mixé par Yonatan Goodman.
- Quill of the Soul III-IV, mélodies hassidiques, par le rav Itshak Ginsburgh, mixé par Yonatan Goodman.
- Shabbat Night Melodies, mélodies hassidiques, composé et chanté par le rav Itshak Ginsburgh, violon : Mordechai Brodsky.
- Simchat Olam, composé par le rav Itshak Ginsburgh.
- Umka Deliba, composé et chanté par le rav Itshak Ginsburgh.